# Юго-восток штата Риу-Гранди-ду-Сул (мезорегион)
Юго-восток штата Риу-Гранди-ду-Сул (порт. Mesorregião do Sudeste Rio-Grandense) — административно-статистический мезорегион в Бразилии, входит в штат Риу-Гранди-ду-Сул. Население составляет 912 130 человек (на 2010 год). Площадь — 42 337,533 км². Плотность населения — 21,54 чел./км².

## Демография
Согласно сведениям, собранным в ходе переписи 2010 г. Национальным институтом географии и статистики (IBGE), население мезорегиона составляет:
| Полное население                            | Полное население                            | Полное население                            | Полное население                            | 912 130 |
| ------------------------------------------- | ------------------------------------------- | ------------------------------------------- | ------------------------------------------- | ------- |
| в том числе:                                | Городское население                         | 751 166                                     | Процент городского населения, %             | 82,35   |
|                                             | Сельское население                          | 160 964                                     | Процент сельского населения, %              | 17,65   |
|                                             | Мужское население                           | 442 544                                     | Процент мужского населения, %               | 48,52   |
|                                             | Женское население                           | 469 586                                     | Процент женского населения, %               | 51,48   |
| Плотность населения, чел/км²                | Плотность населения, чел/км²                | Плотность населения, чел/км²                | Плотность населения, чел/км²                | 21,54   |
| Население мезорегиона в % к населению штата | Население мезорегиона в % к населению штата | Население мезорегиона в % к населению штата | Население мезорегиона в % к населению штата | 8,53    |

## Статистика
- Валовой внутренний продукт на 2003 составляет 8 992 761 119,00 реалов (данные: Бразильский институт географии и статистики).
- Валовой внутренний продукт на душу населения на 2003 составляет 9715,65 реалов (данные: Бразильский институт географии и статистики).
- Индекс развития человеческого потенциала на 2000 составляет 0,783 (данные: Программа развития ООН).

## Состав мезорегиона
В мезорегион входят следующие микрорегионы:
1. Серрас-ди-Судести
2. Жагуаран
3. Пелотас
4. Литорал-Лагунар